# Hugo II. (Tübingen)

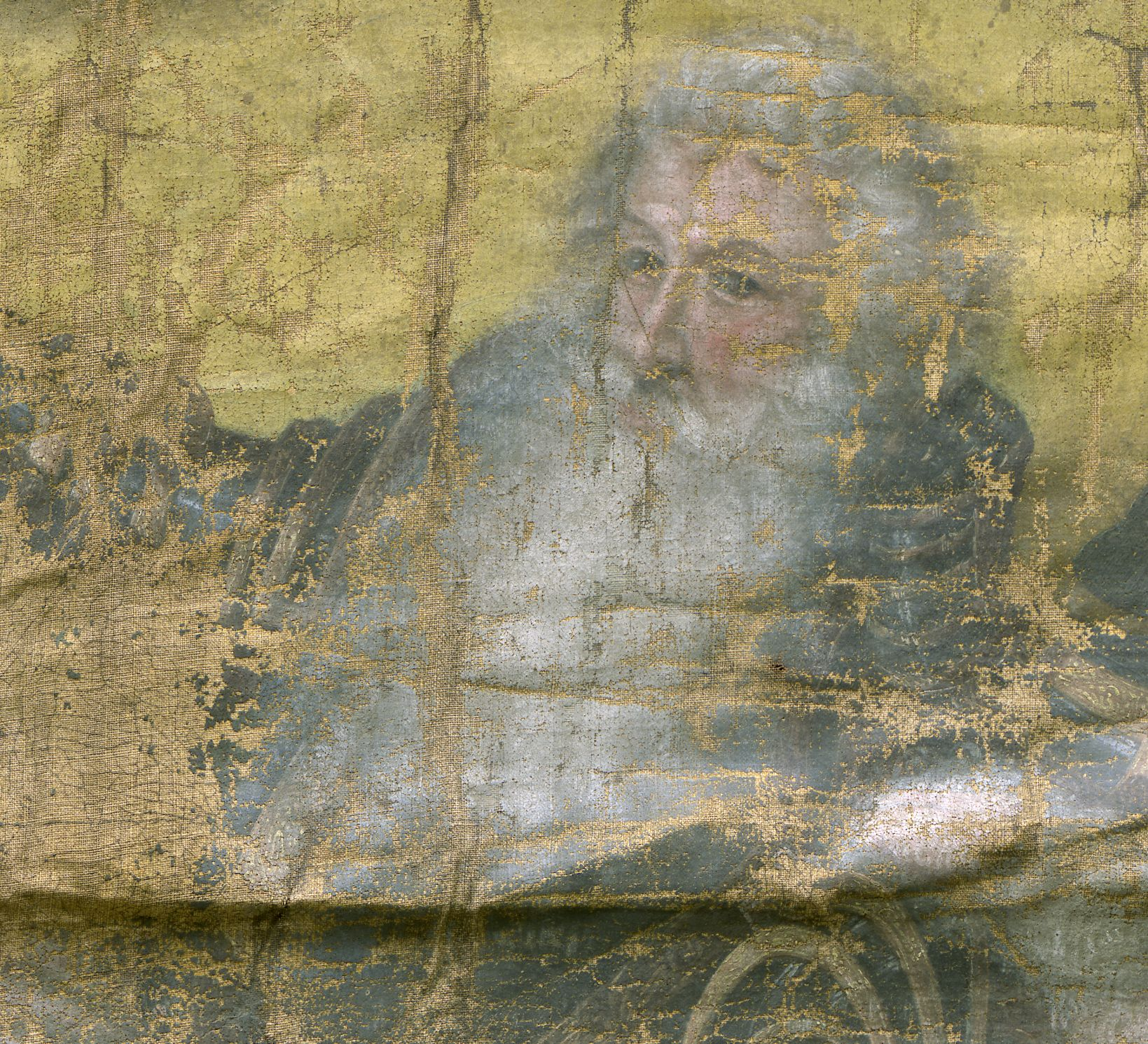
Pfalzgraf Hugo II. von Tübingen

Pfalzgraf Hugo II. von Tübingen († 1182) war Sohn des Pfalzgrafen Hugo I. von Tübingen und Hemma von Zollern. Er heiratete die Erbtochter Elisabeth von Bregenz. Dadurch erbte er Bregenz sowie weiteren Besitz in Churrätien, Tettnang und Sigmaringen. 1171 gründete er das Kloster Marchtal.

## Leben und Wirken
Pfalzgraf Hugo II. gilt als die bekannteste Persönlichkeit seines Geschlechtes. Er nahm seit 1139 neben seinem Vater wiederholt an Hof- und Reichstagen des Königs Konrad III. teil, z. B. in Weißenburg, Straßburg und Markgröningen. Im Jahr 1152 starb der Vater von Hugo II. und dessen ältester Sohn Friedrich folgte ihm im Pfalzgrafenamt. Neben seinem Bruder wird Hugo II. wiederholt im Gefolge Kaiser Friedrichs genannt, machte insbesondere auch den ersten Römerzug mit, der 1154 begann. Dadurch sah Hugo II., wie die Städte der Lombardei auf der Roncalischen Ebene vor Friedrichs Richterstuhl erschienen und ihre Klagen übereinander vortrugen und wie dieser durch Papst Hadrian IV. 1155 in Rom feierlich zum Kaiser gekrönt wurde.

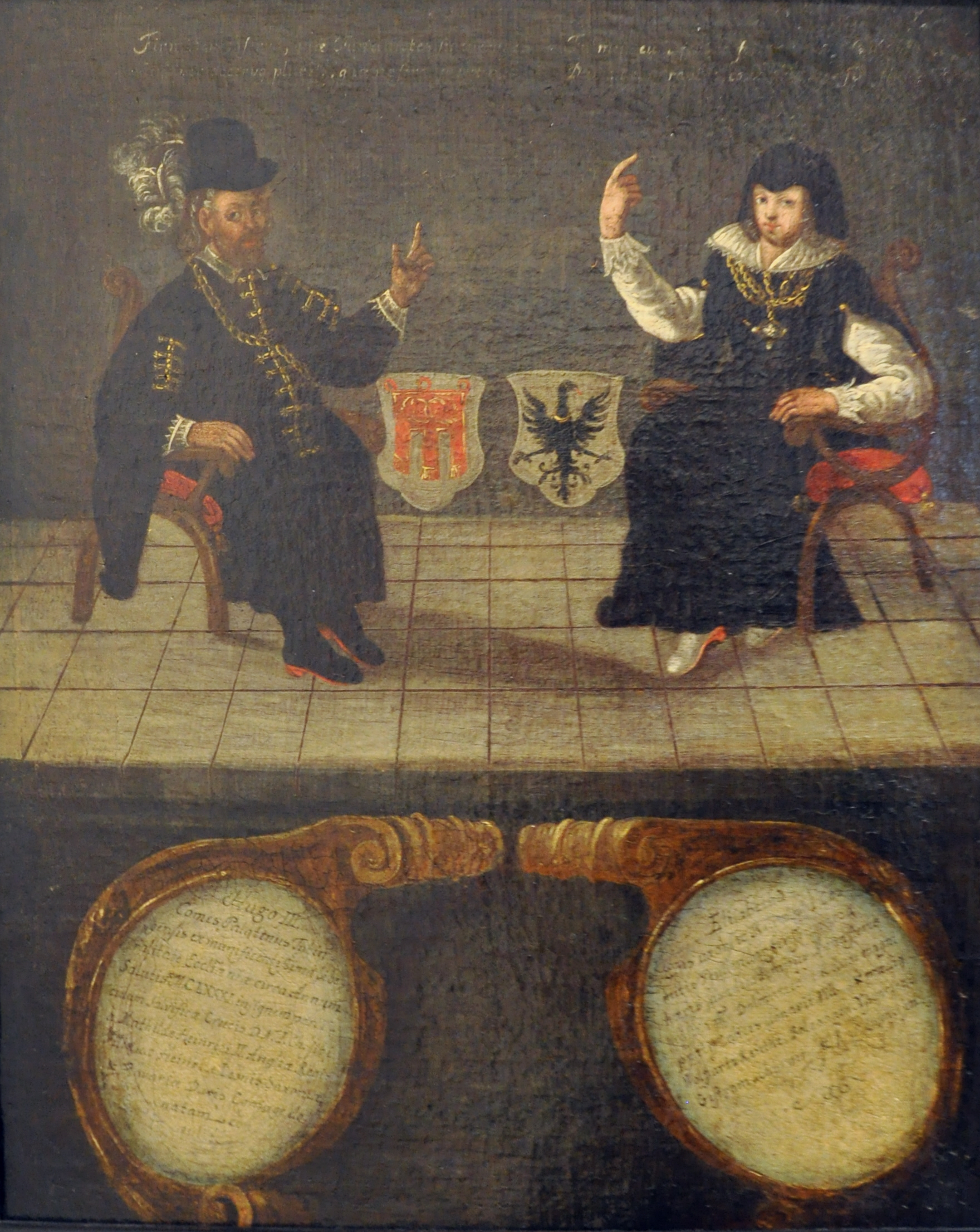
Hugo II. von Tübingen und Elisabeth

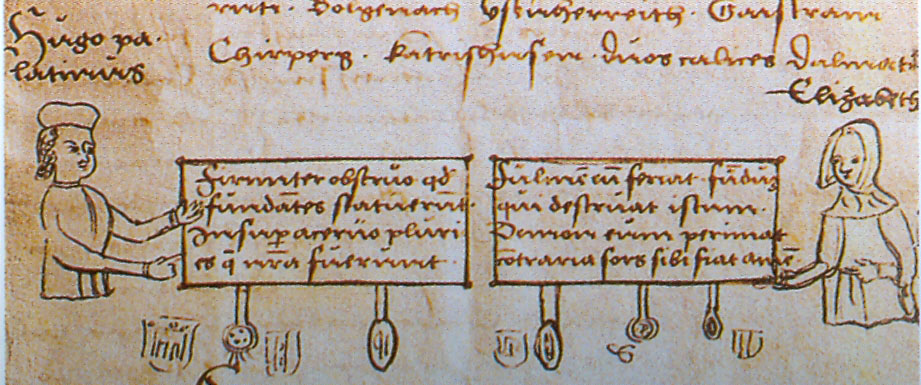
Charta fundatorum moasterii nostri Prigantini (Urkunde der Gründer unseres Klosters Bregenz) Pfalzgraf Hugo von Tübingen und seine Frau Elisabeth von Bregenz, 1519

Um 1150 vermählte sich Hugo II. mit Elisabeth, der Erbtochter des Grafen Rudolf von Bregenz und Churrätien. Durch diese eheliche Verbindung kam Hugo II. in nahe verwandtschaftliche Beziehungen zu Kaiser Friedrich und den Welfen. Aus dieser Ehe erwuchs Hugo II. nicht nur große Ehre, sondern auch ein höchst ansehnlicher Zuwachs von Besitz und Macht. Er erwarb so den größten Teil der Hinterlassenschaft seines Schwiegervaters.
Das ansehnliche Erbe der Grafen von Buchhorn, auf welches die Bregenzer, ihre Stammesvettern, den nächsten Anspruch gehabt hätten, hatte dagegen schon am Ende des 11. Jahrhunderts das welfische Haus an sich gebracht, worüber es aber zwischen diesem und dem Großvater von Hugos Gemahlin zu einer heftigen Fehde gekommen war.
Dafür übertrug Welf VI., Herzog von Spoleto, dem Gemahl seiner Nichte Elisabeth ein sehr ansehnliches Lehen. Dieses bestand fürs Erste aus einer namhaften Anzahl Dörfer, unter anderem Echterdingen und Möhringen auf den Fildern. Insbesondere aber gehörte zu diesem welfischen Lehen ein großer Teil der Grafschaft über den Glemsgau, deren Hauptort Burg und Städtchen Asperg bei Ludwigsburg war. Dieses welfische Lehen wurde ihm aber sehr verhängnisvoll. Es gab nämlich den Anlass zu einer heftigen und langwierigen Fehde zwischen ihm und den schwäbischen Welfen, durch das er auch in weiteren Kreisen des Reichs bekannt wurde, das aber für ihn tragisch endete.

## Die Fehde mit den Welfen
Bald nachdem Hugo II. die pfalzgräfliche Würde erlangt hatte, ließ er drei Raubritter wegen Straßenraubs aufgreifen. Diese saßen in Möhringen auf den Fildern. Zwei davon standen in seinen Diensten, der dritte gehörte zu Herzog Welf VI. Er ließ den welfischen hängen, seine Mannen aber ungestraft laufen. Auf die darüber erhobene Beschwerde des alten Welf gab er diesem, seinem Lehensherrn, eine verletzende Antwort.
Welf VI. verfolgte aber die Sache nicht weiter, sondern überließ es seinem Sohn Welf VII., von dem Pfalzgrafen Genugtuung zu fordern. Er hatte ihm nämlich, ehe er nach Italien ging, alle Besitzungen übergeben, die von seiner Mutter, der Gräfin von Calw, herrührten. Dem jungen Welf gegenüber zeigte sich Hugo II. aber noch weniger willfährig. Er soll dabei besonders den Eingebungen des Herzogs Friedrich IV. von Schwaben gefolgt sein, der den Welfenhass von seinem Vater König Konrad III. geerbt hatte, während sein Vetter Kaiser Friedrich I. die Welfen begünstigte.
Im Rahmen der Tübinger Fehde sammelte sich ein mächtiges Heer unter dem Banner Welfs, das Graf Heinrich von Voringen trug; die Bischöfe von Augsburg, Speyer und Worms nahmen teil sowie der Herzog von Zäringen, die Markgrafen von Baden und Vohburg, und eine Menge Grafen und Edle, darunter auch die Grafen von Calw und die Grafen Gottfried und Rupert von Ronsberg – zusammen mochten es wohl 2200 Mann gewesen sein. Hugo allein war ihm nicht gewachsen, aber er hatte mächtige Bundesgenossen: Obenan stand Herzog Friedrich von Rothenburg ob der Tauber mit 1500 Rittern. Trotzdem waren ihnen die Feinde an Zahl überlegen. Am Abend des 5. September 1164 kamen sie vor Tübingen an und schlugen auf der Derendinger Halde Lager in der Absicht, am Folgetag von ihrem Marsch auszuruhen. Wahrscheinlich waren sie in Eilmärschen angekommen, um den Tübingern jede weitere Hilfe abzuschneiden. Sie hatten sich daher erschöpft und fingen am folgenden Tage Unterhandlungen an, um ausruhen zu können.
Einige aus dem Tübinger Schloss bemerkten ihre Ermattung, gingen auf dem Wörth herunter und neckten die Feinde. Es kam bald zu Tätlichkeiten, beide Gruppen bekamen jeweils Hilfe von ihrer Seite und es gab einen größeren Tumult. Die Tübinger waren darauf gefasst, die Welfischen vom Marsch ermüdet durch die Unterhandlungen eingeschläfert rannten in Unordnung herbei. Zwei Stunden nur hielten sie den Angriff aus, dann flohen sie in wilder Unordnung in die Täler und Wälder. Neunhundert wurden gefangen. Welf selbst kam nur mit zwei oder drei Begleitern auf die Burg Achalm. Als Erinnerung an diese Flucht errichtete man auf der Neckarwiese am Reutlinger Weg die Wennfelder Kapelle oder Nikolauskapelle.

## Nachfahren

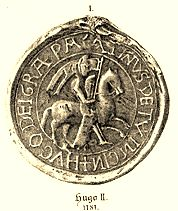
Siegel des Tübinger Pfalzgrafen Hugo II

- Sein zweiter Sohn Hugo (III., † 1228/30) begründete als Hugo I. von Montfort die neue eigenständige Linie Montfort. Das Haus Montfort übernahm das pfalzgräfliche Wappen mit geänderten Wappenfarben.
- Ein weiterer Sohn, Rudolf, ist bezeugt.[3]